# Max Lilienthal

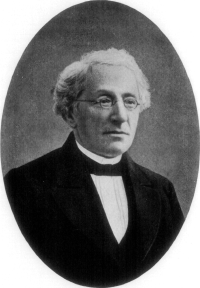
Max Lilienthal

Max Menachem Lilienthal (geboren am 6. November 1815 in München; gestorben am 5. April 1882 in Cincinnati, Ohio) war ein deutscher Pädagoge und Rabbiner, im Russischen Reich Berater für Erziehungsfragen für die im Ansiedlungsrayon lebenden Juden und anschließend in den USA Rabbiner des Reformjudentums.

## Biographie
Max Menachem Lilienthal war der Sohn des Großhändlers Löb Seligmann Lilienthal. Er erhielt Unterricht bei Moses Wittelshöfer in Floß (Oberpfalz), bei Wolf Hamburger in Fürth und bei Hirsch Aub in München. In München besuchte er das Gymnasium.
1834/35 besuchte er die Universität München. Nach privaten Studien promovierte er dort im Jahre 1838. Bei der 1839 eingereichten Kandidatur für das Amt des Distriktsrabbiners in Würzburg unterlag im Februar 1840 der junge liberale Lilienthal dem orthodoxen Kaufmann Seligmann Bär Bamberger. Auf Empfehlung von Ludwig Philippson wurde er 1839 zum Direktor der Jüdischen Schule in Riga ernannt. Seine auf Deutsch gehaltenen „Predigten in der Synagoge“ als Rabbiner zu Riga widmete er dem russischen Erziehungsminister Sergej Uwarow, mit dem er freundschaftlich verbunden war.
1841 wurde Lilienthal auf Empfehlung von Uwarow von der zaristischen Regierung eingeladen, für die Juden in Russland ein Projekt zum Aufbau von staatlichen Schulen zu errichten, die nach westeuropäischem Vorbild funktionieren sollten. Im Rahmen dieser Aufgabe versuchte Lilienthal, die Leiter der jüdischen Gemeinden im Ansiedlungsrayon zur Annahme dieses Projekts zu bewegen. Er stieß jedoch mit seinen Ideen auf vielfältigen Widerstand. Orthodoxe Kreise, und ganz besonders die Chassidim, sahen das Projekt als Versuch der Regierung, die traditionelle jüdische Erziehung in Cheder und Jeschiwa zu zerstören. Die Maskilim, Vertreter der jüdischen Aufklärung, waren ihrerseits aufgebracht, weil Lilienthal sie ignorierte und sich nur mit Vertretern der Orthodoxen und der Chassidim traf. Nach einem neuerlichen Einschreiten des Erziehungsministers, der eine Kommission aus jüdischen Vertretern ernannte, um Lilienthals Vorschläge zu studieren, unternahm dieser 1843 eine längere Reise durch die russischen jüdischen Gemeinden. Um früher begangene Fehler nicht zu wiederholen, verzichtete Lilienthal diesmal auf seine Vorschläge, wie die Einstellung deutscher Lehrer in Russland und die Erhebung einer Steuer für Melamdim, den Lehrern im Cheder. Trotzdem versuchte er auch bei dieser Gelegenheit, sich mit den Orthodoxen gegen die Maskilim zu verbünden, und dieses Unternehmen wurde schließlich ebenso zu einem Misserfolg. 1844 wurde zwar ein Gesetz zur Errichtung von staatlichen Schulen für Juden erlassen, doch im selben Jahr musste Lilienthal Russland plötzlich verlassen. Offenbar war er zur Überzeugung gekommen, die Absichten der Zarenregierung lägen darin, die neu errichteten Schulen als Mittel zur Bekehrung der jüdischen Schüler zum Christentum zu benutzen; dies umso mehr, als im Lehrplan das Studium des Talmud verboten wurde.
Im Jahr 1845 kehrte Lilienthal nach München zurück, wo er nach Antrag seines Vaters in die Matrikel eingetragen wurde, wie es das Bayerische Judenedikt von 1813 vorschrieb. Dies war die Voraussetzung für seine Heirat mit Babette Nettre (geboren am 19. Februar 1821 in Würzburg) noch im Jahr 1845. In dieser kurzen Zeit in München war er als Rabbiner für die jüdische Gemeinde in München tätig.
1845 wanderte Lilienthal in die Vereinigten Staaten aus. Er ließ sich zunächst in New York City nieder und leitete dort einige Jahre ein privates Internat. 1849 wurde er Rabbiner einer kurzlebigen Vereinigung der dortigen deutschsprachigen Gemeinden und leitete deren Tagesschulen. Von 1855 bis zu seinem Tod war Lilienthal Rabbiner der Gemeinde Bene Israel in Cincinnati, die er in der Richtung eines gemäßigten Reformjudentums führte. In dieser Stadt genoss er zahlreiche Ehrungen, er war 1860–69 Mitglied der städtischen Erziehungsbehörde und von 1872 bis zu seinem Tod Kuratoriumsmitglied der University of Cincinnati. Als einer der führenden jüdischen Vertreter seiner Zeit forderte er den konsequenten Ausschluss sämtlichen Religionsunterrichts an öffentlichen Schulen. Zusammen mit Isaac Mayer Wise, der ebenfalls in Cincinnati wirkte, förderte Lilienthal die Ausbreitung des Reformjudentums. 1857 veröffentlichte er eine deutschsprachige Gedichtsammlung unter dem Titel Freiheit, Frühling und Liebe.
Lilienthal war der Gründer der Rabbinical Literary Association und Herausgeber der Zeitschrift The Sabbath Visitor. Er war Präsident des Amerikanischen Rabbinerverbandes.

## Schriften
- De origine Judaico-Alexandrinae philosophiae. Dissertation, München 1838, Druckausgabe: Über den Ursprung der jüdisch-alexandrinischen Religionsphilosophie. München 1839, 22 Seiten.
- Predigten, gehalten in der Synagoge zu Riga. Riga 1841
- Freiheit, Frühling und Liebe. Cincinnati, O. 1857 (Gedichte) Digitalisat